# Damarchus
Damarchus es un género de arañas migalomorfas de la familia Nemesiidae. Se encuentra en India y Malasia. 

## Lista de especies
Según The World Spider Catalog 14.0:
- Damarchus assamensis Hirst, 1909
- Damarchus bifidus Gravely, 1935
- Damarchus cavernicola Abraham, 1924
- Damarchus excavatus Gravely, 1921
- Damarchus montanus (Thorell, 1890)
- Damarchus oatesi Thorell, 1895
- Damarchus workmani Thorell, 1891